# Stephanoaetus coronatus
A águia-coroada (Stephanoaetus coronatus) é uma águia africana encontrada da Guiné à Etiópia e África do Sul.